# Lista vicepreședinților de state din anul 2022
Lista vicepreședinților în anul 2022 se bazează pe Lista statelor lumii și pe Lista de teritorii dependente, așa cum sunt ele cunoscute de la 1 ianuarie 2022 până la 31 decembrie 2022.
Gruparea acestora s-a făcut pe baza statutului entității pe care o reprezintă după cum urmează State independente recunoscute cvasigeneral, State independente recunoscute parțial de comunitatea internațională, State independente nerecunoscute, Teritorii nesuverane și Guverne alternative și / sau în exil. Vicepreședintele (numele oficial al funcției poate diferi de la stat la stat conform uzanțelor naționale) este personalitatea politică a cărui primă funcție este de a înlocui președintele atunci când acesta este absent, demisionat, decedat sau nu este disponibil pentru a-și îndeplini atribuțiile indiferent din ce motiv. Pot avea vicepreședinți și teritoriile autonome dependente.

## State indndepeente recunoscute cvasigeneral
| Statul                                                                       | Funcția                                                                                         | Numele                                                                            | Începând cu        |
| ---------------------------------------------------------------------------- | ----------------------------------------------------------------------------------------------- | --------------------------------------------------------------------------------- | ------------------ |
| Afganistan                                                                   | Prim conducător adjunct al Emiratului Islamic Afganistan                                        | Sirajuddin Haqqani Emir adjunct al talibanilor (Șef de stat adjunct de facto)     | 15 august 2021     |
| Afganistan                                                                   | Al doilea conducător adjunct al Emiratului Islamic Afganistan                                   | Mohammad Yaqoob Emir adjunct al talibanilor (Șef de stat adjunct de facto)        | 15 august 2021     |
| Afganistan                                                                   | Al treilea conducător adjunct al Emiratului Islamic Afganistan pentru probleme politice         | Abdul Ghani Baradar Emir adjunct al talibanilor (Șef de stat adjunct de facto)    | 15 august 2021     |
| Africa de Sud                                                                | Președinte adjunct                                                                              | David Mabuza                                                                      | 26 februarie 2018  |
| Angola                                                                       | Vicepreședinți (succesivi)                                                                      | Esperança da Costa                                                                | 15 septembrie 2022 |
| Bornito de Sousa                                                             | 26 septembrie 2017                                                                              |                                                                                   |                    |
| Argentina                                                                    | Vicepreședintă                                                                                  | Cristina Fernández de Kirchner                                                    | 10 decembrie 2019  |
| Azerbaidjan                                                                  | Prim vicepreședintă                                                                             | Mehriban Aliyeva                                                                  | 21 februarie 2017  |
| Benin                                                                        | Vicepreședintă                                                                                  | Mariam Chabi Talata                                                               | 24 mai 2021        |
| Birmania · (vezi și : §5)                                                    | Vicepreședinte al Consiliului Administrativ al Statului                                         | Soe Win                                                                           | 2 februarie 2021   |
| Birmania · (vezi și : §5)                                                    | Vicepreședinte                                                                                  | funcție vacantă                                                                   | 1 februarie 2021   |
| Birmania · (vezi și : §5)                                                    | Vicepreședinte                                                                                  | Henry Van Thio (corevendicator ȋncepȃnd cu 2 martie 2021)                         | 30 martie 2016     |
| Vicepreședinte                                                               | funcție vacantă                                                                                 | 30 martie 2018                                                                    |                    |
| Bolivia                                                                      | Vicepreședinte                                                                                  | David Choquehuanca                                                                | 8 noiembrie 2020   |
| Botswana                                                                     | Vicepreședinte                                                                                  | Slumber Tsogwane                                                                  | 4 aprilie 2018     |
| Brazilia                                                                     | Vicepreședinte                                                                                  | Hamilton Mourão                                                                   | 1 ianuarie 2019    |
| Bulgaria                                                                     | Vicepreședintă                                                                                  | Iliana Iotova                                                                     | 22 ianuarie 2017   |
| Burkina Faso                                                                 | Primul vicepreședinte al Mișcării Patriotice pentru Salvare și Restaurare (succesivi)           | Ibambe L'Monsein                                                                  | 30 septembrie 2022 |
| Sidsoré Kader Ouédraogo                                                      | 31 ianuarie 2022                                                                                |                                                                                   |                    |
| Al doilea vicepreședinte al Mișcării Patriotice pentru Salvare și Restaurare | funcție vacantă                                                                                 | 31 ianuarie 2022                                                                  |                    |
| Burundi                                                                      | Vicepreședinte                                                                                  | Prosper Bazombanza                                                                | 24 iunie 2020      |
| China (vezi și : §2)                                                         | Vicepreședinte                                                                                  | Wang Qishan                                                                       | 17 martie 2018     |
| Ciad                                                                         | Vicepreședinte al Consiliului Militar de Tranziție                                              | funcție desființată                                                               | 8 octombrie 2022   |
| Djimadoum Tiraina                                                            | 20 aprilie 2021                                                                                 |                                                                                   |                    |
| Cipru                                                                        | Vicepreședinte                                                                                  | funcție vacantă                                                                   | iulie 1974         |
| Coasta de Fildeș                                                             | Vicepreședinte                                                                                  | Tiémoko Meyliet Koné                                                              | 19 aprilie 2022    |
| Coasta de Fildeș                                                             | Vicepreședinte                                                                                  | funcție vacantă                                                                   | 8 iulie 2020       |
| Columbia                                                                     | Vicepreședinte (succesive)                                                                      | Francia Márquez                                                                   | 7 august 2022      |
| Columbia                                                                     | Vicepreședinte (succesive)                                                                      | Marta Lucía Ramírez                                                               | 1 august 2018      |
| Coreeană, R.P.D.                                                             | Prim vicepreședinte al Comisiei Afacerilor de Stat                                              | Choe Ryong Hae                                                                    | 11 aprilie 2019    |
| Coreeană, R.P.D.                                                             | Vicepreședinte al Comisiei Afacerilor de Stat                                                   | Kim Tok Hun                                                                       | 30 septembrie 2021 |
| Coreeană, R.P.D.                                                             | Vicepreședinte al Comitetului Permanent al Adunării Populare Supreme                            | Pak Yong-il                                                                       | februarie 2021     |
| Coreeană, R.P.D.                                                             | Vicepreședinte al Comitetului Permanent al Adunării Populare Supreme                            | Kang Yun Sok                                                                      | 30 septembrie 2021 |
| Costa Rica                                                                   | Prim vicepreședinte (succesivi)                                                                 | Stephan Brunner                                                                   | 8 mai 2022         |
| Costa Rica                                                                   | Prim vicepreședinte (succesivi)                                                                 | Epsy Campbell Barr                                                                | 8 mai 2018         |
| Costa Rica                                                                   | Al doilea vicepreședinte (succesivi)                                                            | Mary Munive                                                                       | 8 mai 2022         |
| Costa Rica                                                                   | Al doilea vicepreședinte (succesivi)                                                            | Marvin Rodríguez Cordero                                                          | 8 mai 2018         |
| Cuba                                                                         | Vicepreședinte                                                                                  | Salvador Valdés Mesa                                                              | 10 octombrie 2019  |
| Dominicană, Republica                                                        | Vicepreședintă                                                                                  | Raquel Peña de Antuña                                                             | 16 august 2020     |
| Ecuador                                                                      | Vicepreședinte                                                                                  | Alfredo Borrero                                                                   | 24 mai 2021        |
| Egipt                                                                        | Vicepreședinte                                                                                  | funcție vacantă                                                                   | 23 aprilie 2019    |
| El Salvador                                                                  | Vicepreședinte                                                                                  | Félix Ulloa                                                                       | 1 iunie 2019       |
| Elveția                                                                      | Vicepreședinte                                                                                  | Alain Berset                                                                      | 1 ianuarie 2022    |
| Emiratele Arabe Unite                                                        | Vicepreședinte                                                                                  | Mohammed bin Rashid Al Maktoum                                                    | 11 februarie 2006  |
| Filipine                                                                     | Vicepreședinte (succesive)                                                                      | Sara Duterte                                                                      | 30 iunie 2022      |
| Filipine                                                                     | Vicepreședinte (succesive)                                                                      | Leni Robredo                                                                      | 30 iunie 2016      |
| Gabon                                                                        | Vicepreședinte                                                                                  | funcție vacantă                                                                   | 21 mai 2019        |
| Gambia                                                                       | Vicepreședinți (succesivi)                                                                      | Alieu Badara Joof                                                                 | 4 mai 2022         |
| Gambia                                                                       | Vicepreședinți (succesivi)                                                                      | Isatou Touray                                                                     | 15 martie 2019     |
| Ghana                                                                        | Vicepreședinte                                                                                  | Mahamudu Bawumia                                                                  | 7 ianuarie 2017    |
| Guatemala                                                                    | Vicepreședinte                                                                                  | Guillermo Castillo                                                                | 14 ianuarie 2020   |
| Guineea Ecuatorială                                                          | Vicepreședinte                                                                                  | Teodoro Nguema Obiang Mangue ,                                                    | 22 iunie 2016      |
| Guyana                                                                       | Primul vicepreședinte                                                                           | Mark Phillips                                                                     | 2 august 2020      |
| Guyana                                                                       | Vicepreședinte                                                                                  | Bharrat Jagdeo                                                                    | 2 august 2020      |
| Honduras                                                                     | Primul vicepreședinte (succesivi)                                                               | Salvador Nasralla                                                                 | 27 ianuarie 2022   |
| Ricardo Antonio Alvarez Arias                                                | Primul vicepreședinte (succesivi)                                                               | 27 ianuarie 2014                                                                  |                    |
| A doua vicepreședintă (succesivi)                                            | Doris Gutiérrez                                                                                 | 27 ianuarie 2022                                                                  |                    |
| A doua vicepreședintă (succesivi)                                            | Olga Margarita Alvarado Rodríguez                                                               | 27 ianuarie 2018                                                                  |                    |
| Al treilea vicepreședinte (succesivi)                                        | Renato Florentino                                                                               | 27 ianuarie 2022                                                                  |                    |
| Al treilea vicepreședinte (succesivi)                                        | María Antonia Rivera Rosales                                                                    | 27 ianuarie 2018                                                                  |                    |
| India                                                                        | Vicepreședinți (succesive)                                                                      | Jagdeep Dhankhar                                                                  | 11 august 2022     |
| India                                                                        | Vicepreședinți (succesive)                                                                      | Venkaiah Naidu                                                                    | 11 august 2017     |
| Indonezia                                                                    | Vicepreședinte                                                                                  | Ma'ruf Amin                                                                       | 20 octombrie 2019  |
| Irak · (vezi și : §4)                                                        | Vicepreședinte                                                                                  | funcție vacantă                                                                   | 2 octombrie 2018   |
| Irak · (vezi și : §4)                                                        | Vicepreședinte                                                                                  | funcție vacantă                                                                   | 2 octombrie 2018   |
| Irak · (vezi și : §4)                                                        | Vicepreședinte                                                                                  | funcție vacantă                                                                   | 2 octombrie 2018   |
| Iran                                                                         | Prim vicepreședinte                                                                             | Mohammad Mokhber                                                                  | 8 august 2021      |
| Iran                                                                         | Vicepreședinte pentru Afaceri Economice                                                         | Mohsen Rezaee                                                                     | 25 august 2021     |
| Iran                                                                         | Vicepreședinte și Șef al Organizației pentru Plan și Buget                                      | Seyyed Masoud Mirkazemi                                                           | 11 august 2021     |
| Iran                                                                         | Vicepreședinte pentru Afaceri Legale                                                            | Mohammad Dehghan                                                                  | 1 septembrie 2021  |
| Iran                                                                         | Vicepreședinte pentru Afaceri Parlamentare                                                      | Seyyed Mohammad Hosseini                                                          | 20 august 2021     |
| Iran                                                                         | Vicepreședinte pentru Știință, Tehnologie și Economie Bazată pe Cunoaștere                      | Ruhollah Dehghani Firouz Abadi                                                    | 18 septembrie 2022 |
| Iran                                                                         | Vicepreședinte pentru Știință și Tehnologie și Președinte al Fundației pentru Elitele Naționale | funcție înlocuită                                                                 | 18 septembrie 2022 |
| Iran                                                                         | Vicepreședinte pentru Știință și Tehnologie și Președinte al Fundației pentru Elitele Naționale | Sorena Sattari                                                                    | 4 octombrie 2013   |
| Iran                                                                         | Vicepreședintǎ pentru Afacerile Femeilor și Familiei                                            | Ensieh KhazAli                                                                    | 1 septembrie 2021  |
| Iran                                                                         | Vicepreședinte și Șef al Organizației pentru Energia Atomică                                    | Mohammad Eslami                                                                   | 29 august 2021     |
| Iran                                                                         | Vicepreședinte și Șef al Fundației pentru Afacerile Martirilor și Veteranilor                   | Seyyed Amir Hossein Ghazizadeh Hashemi                                            | 12 septembrie 2021 |
| Iran                                                                         | Vicepreședinte și Șef al Organizației Administrative și de Recrutare                            | Meysam Latifi                                                                     | 5 septembrie 2021  |
| Iran                                                                         | Vicepreședinte și Șef al Departamentului pentru Mediu                                           | Ali Salajegheh                                                                    | 3 octombrie 2021   |
| Iran                                                                         | Vicepreședinți pentru Afacerile Executive (succesivi)                                           | Mohsen Mansouri                                                                   | 1 noiembrie 2022   |
| Iran                                                                         | Vicepreședinți pentru Afacerile Executive (succesivi)                                           | funcție vacantă                                                                   | 19 octombrie 2022  |
| Iran                                                                         | Vicepreședinți pentru Afacerile Executive (succesivi)                                           | Seyyed Solat Mortazavi                                                            | 5 septembrie 2021  |
| Iran                                                                         | Vicepreședinte și Șef al Organizației Naționale de Standardizare                                | Mahdi Eslampanah                                                                  | 10 noiembrie 2021  |
| Kenya                                                                        | Președinți adjuncțț (succesivi)                                                                 | Rigathi Gachagua                                                                  | 13 septembrie 2022 |
| Kenya                                                                        | Președinți adjuncțț (succesivi)                                                                 | William Ruto                                                                      | 9 aprilie 2013     |
| Kiribati                                                                     | Vicepreședinte                                                                                  | Teuea Toatu                                                                       | 19 iunie 2019      |
| Laos                                                                         | Vicepreședintă                                                                                  | Pany Yathortou                                                                    | 22 martie 2021     |
| Laos                                                                         | Vicepreședinte                                                                                  | Bounthong Chitmany                                                                | 22 martie 2021     |
| Liberia                                                                      | Vicepreședinte                                                                                  | Jewel Taylor                                                                      | 22 ianuarie 2018   |
| Libia                                                                        | Vicepreședinte al Consiliului Prezidențial                                                      | Abdullah al-Lafi                                                                  | 10 martie 2021     |
| Libia                                                                        | Vicepreședinte al Consiliului Prezidențial                                                      | Musa Al-Koni                                                                      | 10 martie 2021     |
| Malawi                                                                       | Vicepreședinte                                                                                  | Saulos Chilima                                                                    | 3 februarie 2020   |
| Maldive                                                                      | Vicepreședinte                                                                                  | Faisal Naseem                                                                     | 17 noiembrie 2018  |
| Mali                                                                         | Vicepreședinte                                                                                  | funcție vacantă                                                                   | 25 mai 2021        |
| Mauritius                                                                    | Vicepreședinte                                                                                  | Eddy Boissézon                                                                    | 2 decembrie 2019   |
| Micronezia                                                                   | Vicepreședinți (succesivi)                                                                      | Aren B. Palik                                                                     | 13 septembrie 2022 |
| Micronezia                                                                   | Vicepreședinți (succesivi)                                                                      | funcție vacantă                                                                   | 14 august 2022     |
| Micronezia                                                                   | Vicepreședinți (succesivi)                                                                      | Yosiwo George                                                                     | 11 mai 2015        |
| Namibia                                                                      | Vicepreședinte                                                                                  | Nangolo Mbumba                                                                    | 12 februarie 2018  |
| Nepal                                                                        | Vicepreședinte                                                                                  | Nanda Kishor Pun                                                                  | 31 octombrie 2015  |
| Nicaragua                                                                    | Vicepreședintă                                                                                  | Rosario Murillo                                                                   | 10 ianuarie 2017   |
| Nigeria                                                                      | Vicepreședinte                                                                                  | Yemi Osinbajo                                                                     | 29 mai 2015        |
| Palau                                                                        | Vicepreședintǎ                                                                                  | Uduch Sengebau Senior                                                             | 21 ianuarie 2021   |
| Panama                                                                       | Vicepreședinte                                                                                  | Jose Gabriel Carrizo                                                              | 1 iulie 2019       |
| Paraguay                                                                     | Vicepreședinte                                                                                  | Hugo Velázquez Moreno                                                             | 15 august 2018     |
| Peru                                                                         | Primul vicepreședinte                                                                           | funcție vacantă                                                                   | 7 decembrie 2022   |
| Peru                                                                         | Primul vicepreședinte                                                                           | Dina Boluarte                                                                     | 28 iulie 2021      |
| Peru                                                                         | Al doilea vicepreședinte                                                                        | funcție vacantă                                                                   | 23 martie 2018     |
| Samoa                                                                        | Membru în Consiliul Deputaților                                                                 | funcție vacantă                                                                   | 21 iulie 2017      |
| Samoa                                                                        | Membru în Consiliul Deputaților                                                                 | funcție vacantă                                                                   | 2 aprilie 2018     |
| Samoa                                                                        | Membru în Consiliul Deputaților                                                                 | Le Mamea Ropati                                                                   | 28 ianuarie 2016   |
| Seychelles                                                                   | Vicepreședinte                                                                                  | Ahmed Afif                                                                        | 26 octombrie 2020  |
| Sierra Leone                                                                 | Vicepreședinte                                                                                  | Mohamed Juldeh Jalloh                                                             | 4 aprilie 2018     |
| Siria · (vezi și : §5)                                                       | Vicepreședintă                                                                                  | Najah al-Attar                                                                    | 23 martie 2006     |
| Statele Unite ale Americii                                                   | Vicepreședintǎ                                                                                  | Kamala Harris                                                                     | 20 ianuarie 2021   |
| Sudan                                                                        | Vicepreședinte al Consiliului de Tranziție al Suveranității                                     | Mohamed Hamdan Dagalo                                                             | 11 noiembrie 2021  |
| Sudanul de Sud                                                               | Prim vicepreședinte                                                                             | Riek Machar                                                                       | 21 februarie 2020  |
| Sudanul de Sud                                                               | Al doilea vicepreședinte                                                                        | James Wani Igga                                                                   | 21 februarie 2020  |
| Sudanul de Sud                                                               | Al treilea vicepreședinte                                                                       | Taban Deng Gai                                                                    | 21 februarie 2020  |
| Sudanul de Sud                                                               | Al patrulea vicepreședinte                                                                      | Rebecca Nyandeng Garang                                                           | 21 februarie 2020  |
| Sudanul de Sud                                                               | Al cincilea vicepreședinte                                                                      | Hussein Abdelbagi                                                                 | 21 februarie 2020  |
| Surinam                                                                      | Vicepreședinte                                                                                  | Ronnie Brunswijk                                                                  | 16 iulie 2020      |
| Tanzania · (vezi și : §4)                                                    | Vicepreședinte                                                                                  | Philip Mpango                                                                     | 31 martie 2021     |
| Turcia                                                                       | Vicepreședinte                                                                                  | Fuat Oktay                                                                        | 9 iulie 2018       |
| Uganda                                                                       | Vicepreședintǎ                                                                                  | Jessica Alupo                                                                     | 21 iunie 2021      |
| Uruguay                                                                      | Vicepreședintǎ                                                                                  | Beatriz Argimón                                                                   | 1 martie 2020      |
| Venezuela                                                                    | Vicepreședintă executivă                                                                        | Delcy Rodríguez                                                                   | 14 iunie 2018      |
| Vietnam                                                                      | Vicepreședintǎ                                                                                  | Vo Thi Anh Xuan                                                                   | 6 aprilie 2021     |
| Yemen · (vezi și : §5)                                                       | Vicepreședinte al Consiliului Prezidențial de Conducere                                         | Aidarus al-Zoubaidi (corevendicator începând cu 24 august 2022?)                  | 7 aprilie 2022     |
| Yemen · (vezi și : §5)                                                       | Vicepreședinte al Consiliului Prezidențial de Conducere                                         | Tareq Saleh (corevendicator din 7 aprilie 2022)                                   | 7 aprilie 2022     |
| Yemen · (vezi și : §5)                                                       | Vicepreședinte al Consiliului Prezidențial de Conducere                                         | Sultan Ali al-Arada (corevendicator din 7 aprilie 2022)                           | 7 aprilie 2022     |
| Yemen · (vezi și : §5)                                                       | Vicepreședinte al Consiliului Prezidențial de Conducere                                         | Abed al-Rahman Abu Zara’a (corevendicator începând cu 24 august 2022?)            | 7 aprilie 2022     |
| Yemen · (vezi și : §5)                                                       | Vicepreședinte al Consiliului Prezidențial de Conducere                                         | Abdullah al-Alimi Bawazeer (corevendicator începând cu 24 august 2022?)           | 7 aprilie 2022     |
| Yemen · (vezi și : §5)                                                       | Vicepreședinte al Consiliului Prezidențial de Conducere                                         | Othman Hussein Megali (corevendicator începând cu 24 august 2022?)                | 7 aprilie 2022     |
| Yemen · (vezi și : §5)                                                       | Vicepreședinte al Consiliului Prezidențial de Conducere                                         | Faraj Salmin al-Buhsani (corevendicator începând cu 24 august 2022?)              | 7 aprilie 2022     |
| Yemen · (vezi și : §5)                                                       | Vicepreședinte                                                                                  | funcție înlocuită                                                                 | 7 aprilie 2022     |
| Yemen · (vezi și : §5)                                                       | Vicepreședinte                                                                                  | Ali Mohsen al-Ahmar (corevendicator din 4 aprilie 2016 pȃnǎ ȋn 13 decembrie 2017) | 4 aprilie 2016     |
| Zambia                                                                       | Vicepreședintǎ                                                                                  | Mutale Nalumango                                                                  | 24 august 2021     |
| Zimbabwe                                                                     | Prim vicepreședinte                                                                             | Constantino Chiwenga                                                              | 28 decembrie 2017  |
| Zimbabwe                                                                     | Al doilea vicepreședinte                                                                        | funcție vacantă                                                                   | 1 martie 2021      |

## State independente recunoscute parțial
| Statul și statutul     | Separat din | Funcția        | Numele       | Începând cu     |
| ---------------------- | ----------- | -------------- | ------------ | --------------- |
| Abhazia (vezi și : §5) | Georgia     | Vicepreședinte | Badr Gunba   | 23 aprilie 2020 |
| Taiwan                 | China       | Vicepreședinte | Lai Ching-te | 20 mai 2020     |

## State independente nerecunoscute
| Statul și statutul | Separat din | Funcția        | Numele             | Începând cu   |
| ------------------ | ----------- | -------------- | ------------------ | ------------- |
| Somaliland         | Somalia     | Vicepreședinte | Abdirahman Saylici | 27 iulie 2010 |

## Teritorii nesuverane
| Teritoriu              | Suveranitate      | Funcția                  | Numele                             | Începând cu        |
| ---------------------- | ----------------- | ------------------------ | ---------------------------------- | ------------------ |
| Bougainville, Insulele | Papua Noua Guinee | Vicepreședinte           | Patrick Nisira                     | 25 septembrie 2020 |
| , Galmudug             | Somalia           | Vicepreședinte           | Ali Dahir Eid                      | 12 aprilie 2020    |
| Hirshabeelle           | Somalia           | Vicepreședinte           | Yusuf Ahmed Hagar Dabageed         | 12 noiembrie 2020  |
| Jubaland               | Somalia           | Prim vicepreședinte      | Mahmoud Sayid Adan                 | 15 mai 2016        |
| Jubaland               | Somalia           | Al doilea vicepreședinte | Abdulkadir Haji Mohamed Luga-Dhere | 16 august 2015 ?   |
| Kurdistanul Irakian    | Irak              | Prim vicepreședinte      | Mustafa Said Qadir                 | iulie 2019         |
| Kurdistanul Irakian    | Irak              | Al doilea vicepreședinte | Jaafar Sheikh Mustafa              | iulie 2019         |
| Puntland               | Somalia           | Vicepreședinte           | Ahmed Elmi Osman                   | 8 ianuarie 2019    |
| Zanzibar, Arhipelagul  | Tanzania          | Prim vicepreședinte      | Othman Masoud Sharif               | 2 martie 2021      |
| Zanzibar, Arhipelagul  | Tanzania          | Al doilea vicepreședinte | Hemed Suleiman Abdalla             | 8 noiembrie 2020   |

## Guverne în exil și / sau alternative
| Teritoriu                                                             | Suveranitate și statut                                         | Funcția                                                                                | Numele                                                           | Începând cu       |
| --------------------------------------------------------------------- | -------------------------------------------------------------- | -------------------------------------------------------------------------------------- | ---------------------------------------------------------------- | ----------------- |
| Republica Autonemă Abhazia                                            | Georgia · Abhazia · Guvernul Republicii Autoneme Abhazia       | Președinte adjunct al Consiliului Suprem                                               | Elguja Gvazava                                                   | 8 aprilie 2019    |
| Guvernul de Unitate Națională al Birmaniei                            | Birmania · (Guvern alternatv provizoriu)                       | Vicepreședinte                                                                         | Duwa Lashi La (corevendicator ȋncepȃnd cu 16 aprilie 2021)       | 16 aprilie 2021   |
| Khatumo                                                               | Somalia · (Stat autonom nerecunoscut în cadrul Somaliei)       | Vicepreședinte                                                                         | Mahomed Caano Nuug                                               | august? 2017      |
| Guvernul Interimar al Siriei (Guvern alternativ al opoziției siriene) | Siria                                                          | Vicepreședinte al Coaliției Naționale a Forțelor de Opoziție și a Revoluției din Siria | Abdel Ahad Astifou                                               | 12 iulie 2021     |
| Guvernul Interimar al Siriei (Guvern alternativ al opoziției siriene) | Siria                                                          | Vicepreședinte al Coaliției Naționale a Forțelor de Opoziție și a Revoluției din Siria | Abdel Hakim Bashar                                               | 30 iunie 2019     |
| Guvernul Interimar al Siriei (Guvern alternativ al opoziției siriene) | Siria                                                          | Vicepreședintă a Coaliției Naționale a Forțelor de Opoziție și a Revoluției din Siria  | Ruba Habboush                                                    | 12 iulie 2020     |
| Guvernul Salvǎrii Naționale al Yemenului                              | Yemen · (Guvern alternativ al Consiliului Politic Suprem)      | Președinte adjunct al Consiliului Politic Suprem                                       | Sadeq Amin Abu Rass (corevendicator începând cu 24 august 2022?) | 24 august 2022?   |
| Guvernul Salvǎrii Naționale al Yemenului                              | Yemen · (Guvern alternativ al Consiliului Politic Suprem)      | Președinte adjunct al Consiliului Politic Suprem                                       | funcție vacantă?                                                 | 13 decembrie 2017 |
| Consiliul de Tranziție al Sudului Yemenului                           | Yemen · Guvernul Consiliului de Tranziție al Sudului Yemenului | Vicepreședinte al Comisiei Prezidențiale                                               | funcție vacantă                                                  | 11 iulie 2022     |
| Hani Bin Breiki                                                       | 11 mai 2017                                                    |                                                                                        |                                                                  |                   |